# 20964 Mons Naklethi
20964 Mons Naklethi è un asteroide della fascia principale. Scoperto nel 1977, presenta un'orbita caratterizzata da un semiasse maggiore pari a 2,3833171 UA e da un'eccentricità di 0,1901639, inclinata di 9,32609° rispetto all'eclittica.